# Этническая общность
Этни́ческая о́бщность — устойчивая социальная группа людей, исторически возникшая и обладающая общей этничностью. В отечественной науке различаются как по типам, свойственным мощным историческим периодам (племя, народность, нация), так и по таксонометрическому уровню (метаэтническая общность, этнос, субэтнос, этническая группа). Основным типом этнических общностей считается этнос, более дробные общности называются элементарными или микроэтническими, а общности, объединяющие несколько этносов — макроэтническими. Термины «этническая общность» и «народ» очень близки в этнографическом смысле.